# Leer
Leer (Tysk: IPA: [leːɐ̯],  hør efter ?; frisisk: Lier, hollandsk: Leer) er en by i det historiske landskab Ostfriesland i Landkreis Leer i den tyske delstat Niedersachsen. Den er administrationsby i landkreisen, og er med omkring 35.000 indbyggere den tredjestørste by i Ostfriesland, efter Emden og Aurich.

## Geografi
Leer ligger i det det sydlige Ostfriesland, på den Nordtyske Slette nær den hollandske grænse og har via floderne Ems og Leda (der munder ud i Ems i den sydlige ende af byen), forbindelse til Nordsøen.

## Historie
Leer har en lang historie. År 791 missionerede frisernes apostel, Liudger, i Leer og grundlagde det første kristne Kapel i Ostfriesland. Leer blev en del av Karl den stores Frankerriget. I 1300- og 1400-tallet blev Leer sæde for   høvdingen Focko Ukena, som i periode var den mægtigste høvding i Ostfriesland. 1430 blev fæstningen Leerort bygget, hvilken senere blev udvidet af den den nye ostfriesiske greve Ulrik I.
I 1508 gav Edzard 1. af Østfrisland Leer markedsrettigheder. Edzard indførte også reformationen i Ostfriesland. I 1500-tallet oprettede de reformerede flere skoler i byen. I slutningen af 1500-tallet var Ubbo Emmius rektor for latinskolen. Samtidigt udvikledes håndværksindustrien og havnen.
Under Trediveårskrigen blev byen delvis ødelagt. 1744 døde den sidste østfrisiske fyrste fra huset Cirksena og Leer blev ligesom som det øvrige Ostfriesland en del af Preussen. Fredrik den store fremmede Leers fortsatte udvikling og en ny økonomisk blomstringsperiode begyndte. I 1700-tallet begyndte industrialiseringen.
Gennem Napoleonkrigen tilhørte Leer Kongeriget Holland fra 1806 til 1810 og derefter Frankrig. 1815 blev Leer og det øvrige Ostfriesland overdraget til Kongeriget Hannover. 1823 fik Leer sine byrettigheder af Englands konge Georg IV. I 1800-tallet blev havnen og byens infrastruktur udbygget. 1856 kom jernbanen til byen og 1861 fik byen sit første byvåben. I 1866 blev Leer og det øvrige Ostfriesland igen en del af Preussen. 1885 indviedes byens synagoge og det nye rådhus.

## Kultur og seværdigheder
Leer kendt for sit historiske bycentrum med bl.a. rådhuset, museumshavnen og storkirken. I byen er der flere museer, blandt andet Østfrislands te-museum.
I den vestlige del af byen ligger Leeraner Miniaturland, en 600 m² stor modeljernbaneudstilling, der åbnede i juni 2011.

## Erhvervsliv
Leer er efter Hamburg den vigtigste rederiby i Tyskland. Omkring 20 % af den tyske handelsflåde kommer fra Leer. Østfrislands teindustri har sit centrum her.

## Trafik
Motorvejene A28 og A31 går gennem byen. Leer ligger ved jernbanenettet med forbindelser til blandt andet Münster, Oldenburg og Groningen.

## Eksterne links
- Officielt websted

- Wikimedia Commons har flere filer relateret til Leer